# Estádio Alfredo de Castilho
Estádio Alfredo de Castilho – stadion wielofunkcyjny w Bauru, São Paulo (stan), Brazylia, na ltórym swoje mecze rozgrywa klub Esporte Clube Noroeste.
Pierwszy gol: Zé Carlos (Noroeste)